# 苏家岗水库
苏家岗水库是中国吉林省长春市榆树市恩育乡境内的一座水库，位于拉林河支流大荒沟河上，建于1958年。水库正常库容为612万立方米，集雨面积为140平方千米，海拔为182.4米。